# Carex petriei
Carex petriei är en halvgräsart som beskrevs av Thomas Frederic Cheeseman. Carex petriei ingår i släktet starrar, och familjen halvgräs. Inga underarter finns listade i Catalogue of Life.